# Liolaemus irregularis
Liolaemus irregularis är en ödleart som beskrevs av  Laurent 1986. Liolaemus irregularis ingår i släktet Liolaemus och familjen Tropiduridae. Inga underarter finns listade i Catalogue of Life.